# Ezüst(I)-oxid
Az ezüst(I)-oxid az ezüst egyik szervetlen vegyülete, amelynek a képlete Ag2O. Szobahőmérsékleten sötétbarna színű por.

## Előállítása
Ezüstsó oldatához lúgot adva, gyorsan barnuló csapadék, ezüst-oxid keletkezik:

2 Ag+ + 2 OH− = 2 AgOH = Ag2O + H2O

## Tulajdonságai
Az ezüst-oxid vízben csak kis mértékben (1 : 2000 arányban) oldódik, de vizes oldata határozottan lúgos kémhatású. A vizes oldatban a (tiszta állapotban nem ismeretes) meglehetősen erősen bázikus AgOH van jelen. Mivel az ezüst-hidroxid erős bázis, az ezüstsók a többi nehézfémsóktól eltérően vizes oldatban semleges kémhatásúak, nem hidrolizálnak. Az Ag2O 200°C felett elemeire bomlik. Redukálószerekkel, pl. hidrogénnel, hidrogén-peroxiddal az oxid könnyen fémmé redukálható:

Ag2O + H2O2 = 2 Ag + O2 + H2O

## Felhasználása
Ezüst-oxidot használnak a cink-ezüst akkumulátorokban. Az ezüst-oxid könnyen reagál ligandum prekurzorokkal, például 1,3-diszubsztutuált imidazolium vagy benzimidazolium sókkal, a megfelelő N-heterociklusos karbénkomplexek képződése közben. Ezek az ezüstkomplexek jól használható karbéntranszfer reagensek, könnyen kiszorítják a labilis ligandumokat, például a ciklooktadiént vagy az acetonitrilt. Ez az eljárás átmenetifém-karbénkomplexek szintézisének gyakori módja.